# A Mulher Polícia
A Mulher Polícia é um filme de longa-metragem hispano-franco-brasilo-português do género drama, realizado por Joaquim Sapinho e produzido pela Rosa Filmes, que teve a sua estreia internacional em 2003, na secção Panorama do Festival Internacional de Cinema de Berlim.

## Receção
Além de ter tido a sua estreia internacional na secção Panorama do Festival Internacional de Cinema de Berlim, Mulher Polícia fez parte da seleção oficial de inúmeros festivais de cinema, como o Festival de Cinema de Edimburgo, e o Festival Internacional de Cinema de Pusan. Recebeu no Festival de Cinema Europeu de Lecce o prémio para Melhor Filme e para Melhor Fotografia.

## Produção
Mulher Polícia foi filmado na região do Sabugal, Portugal, terra natal de Sapinho. Lançado em 2003, Mulher Polícia foi filmado enquanto Sapinho estava no processo de montagem daquela que viria a ser a sua terceira longa-metragem Diários da Bósnia, filmado alguns anos antes na Bósnia durante a Guerra Civil Jugoslava. Diários da Bósnia seria apenas lançado em 2005, pois os dois filmes seriam pós-produzidos simultaneamente, influenciando-se mutuamente, tanto no estilo como no tema, sendo a escuridão, o realismo e a aspereza de Mulher Polícia claramente ecos da Guerra da Bósnia vivida por Sapinho. O testemunho da guerra causaria uma grande transformação na visão do mundo de Sapinho, levando-o, durante a filmagem de Mulher Polícia, a descobrir em Portugal coisas que ele pensava que tinham acontecido apenas na Bósnia em consequência da guerra, levando-o à conclusão de que, afinal, estavam também a acontecer na sua terra natal como consequência das transformações económicas impostas pelo capitalismo através da União Europeia.

## Sinopse
O filme conta a história de uma mãe e de um filho oriundos do interior de Portugal que fogem para Lisboa para evitar serem separados um do outro pelos organismos do estado que querem tirar a criança da alçada da mãe em consequência de vários delitos cometidos pelo seu filho.

## Elenco
- Amélia Corôa no papel de Tânia
- Luduvic Vieira no papel de Rato
- Maria Silva no papel de Liliana
- Vítor Norte no papel de camionista
- Ana Nave no papel de mulher polícia